# Ancelle del Cuore di Gesù (Córdoba)
Le Ancelle del Cuore di Gesù (in spagnolo Esclavas del Corazón de Jesús) sono un istituto religioso femminile di diritto pontificio: le suore di questa congregazione pospongono al loro nome la sigla E.C.J.

## Storia
L'istituto fu fondato a Córdoba, in Argentina, il 29 settembre 1872 dalla vedova Saturnina Rodríguez de Zavalía (in religione, madre Caterina di Maria) insieme con quattro compagne.
Il gesuita José María Bustamante, iniziatore delle suore adoratrici, incoraggiò e sostenne la fondatrice nella sua opera e il canonico David Luque, già direttore spirituale della Rodríguez de Zavalía, guidò la comunità per vent'anni.
La prima filiale fu aperta nel 1880 a Villa del Tránsito e, vivente la fondatrice, l'istituto arrivò a contare 11 case, tutte in Argentina. Le prime filiali all'estero furono stabilite in Cile e poi in Spagna.
La congregazione ricevette il pontificio decreto di lode il 31 luglio 1892 e l'approvazione definitiva il 17 marzo 1907.

## Attività e diffusione
Le religiose della congregazione si dedicano all'educazione della gioventù, alla gestione di case per ritiri spirituali e alla redenzione delle donne traviate.
Oltre che in Argentina, le suore sono presenti in Benin, in Cile e in Spagna. La sede generalizia è a Córdoba.
Alla fine del 2015 l'istituto contava 108 religiose in 23 case.